# Jönköping Airport
Jönköping Airport (tidligere Axamo flygplats), (IATA: JKG, ICAO: ESGJ) er en regional lufthavn placeret 8 km syd/vest for Jönköping, Jönköpings län, Småland i Sverige. I 2009 ekspederede den 62.996 passagerer og 2.821 landinger.

## Historie
Lufthavnen blev indviet i 1961 og den nuværende passagerterminal blev total renoveret i 1991. Den 1. januar 2010 overtog Jönköping Kommune det fulde ejerskab af området fra det statslige Luftfartsverket. I dag drives lufthavnen af selskabet Jönköping Airport AB, hvor det italienske firma La Centrale Airport Group ejer 9.5 % af aktierne og kommunen resten. Selve grunden, anlægget og bygninger ejes og drives at det 100 % kommunalt ejede Jönköpings Airport Fastighets AB.
Der har flere gange været en direkte rute til København. Senest åbnede selskabet Skyways den 18. januar 2010 med 2 daglige afgange, fløjet med et Jetstream 31 fly. Ruten overlevede indtil 20. september 2010, hvor den igen blev nedlagt. Skyways havde tidligere fløjet på ruten, men lukkede den i december 2004 og blev afløst af SAS i januar 2005. På grund af store problemer med Dash 8 flyene måtte SAS den 12. november 2007 lukke ruten på grund af selskabet ikke kunne finde andre fly til ruten.
Avia Express begyndte i sommeren 2010 at etablerer en flyteknisk base i Jönköping, hvor servicering og vedligeholdelse af Fokker 50 fly vil være den primære aktivitet.

## Selskaber og destinationer
- Skyways – Stockholm-Arlanda
- Flyglinjen – Stockholm-Bromma

Derudover har flere rejseselskaber jævnligt charterafgange til destinationer som Gran Canaria, Palma de Mallorca og Antalya.

### Trafiktal
| År   | Passagerer | % forskel | Landinger | % forskel |
| ---- | ---------- | --------- | --------- | --------- |
| 2009 | 62.996     | 17,8      | 2.821     | 4,6       |
| 2008 | 76.611     | 29        | 2.958     | 0         |
| 2007 | 107.155    | 15        | 2.963     | 13        |
| 2006 | 126.296    | 7         | 2.615     | 5         |
| 2005 | 117.758    | 16        | 2.502     | 27        |
| 2004 | 140.251    | Fald      | 3.451     | Fald      |
| 2003 | 162.570    | Fald      | 3.906     | Stigning  |
| 2002 | 185.439    | Fald      | 3.766     | Fald      |
| 2001 | 211.988    | Fald      | 4.222     | Fald      |
| 2000 | 234.572    | Fald      | 5.324     | Fald      |
| 1999 | 237.539    | -         | 5.523     | -         |